# Skofka
沃洛迪米爾·沃洛迪米羅維奇·薩莫柳克（羅馬化：Volodymyr Volodymyrovych Samoliuk；1994年2月21日—），藝名Skofka（風格全大寫），烏克蘭說唱歌手。

## 早年經歷
薩莫柳克在1994年2月21日于烏克蘭里夫內出生，在附近城鎮茲多爾布尼夫長大，他小時候立志成爲一個饒舌歌手，但他的父親并不支持他的志向。
2011年畢業於茲多爾布尼夫第六中學，2011年至2016年就讀於基輔斯拉夫大學，主修貿易創業。